# Цвиттер-ион

N-оксид триметиламина

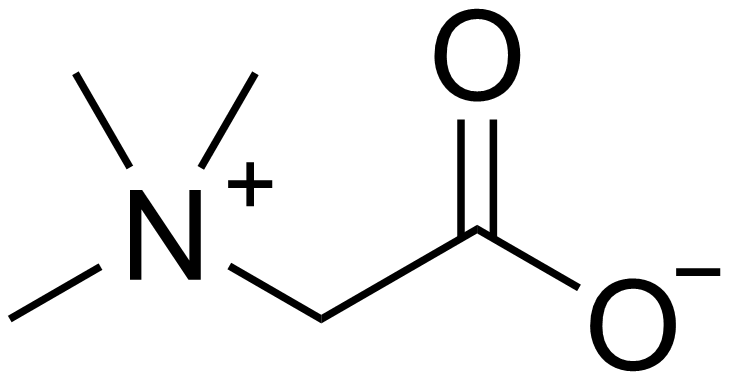
Бетаин — N,N,N-триметиламиноглицин

Цвиттер-ион (от нем. Zwitter — гермафродит), или биполярный ион, — молекула, которая, являясь в целом электронейтральной, в своей структуре имеет функциональные группы, несущие как отрицательный, так и положительный заряды. Их иногда называют внутримолекулярными солями (например, внутримолекулярные соли аминокислот) и, иногда, (ошибочно) ионными диполярными соединениями. Некоторые химики относят к цвиттер-ионам лишь соединения с зарядами на несоседних атомах, поскольку существуют также соединения с зарядами на соседних атомах (например, N-оксиды аминов). Цвиттер-ионные соединения высокополярны и поэтому, часто, в простейших случаях (глицин, аланин), обладают хорошей растворимостью в полярных растворителях (воде, диметилсульфоксиде и т. п.), и  только цвиттер-ионы с дополнительными алифатическими или ароматическими радикалами, будучи в целом электронейтральны, растворимы в органических неполярных растворителях.

## Классификация

### Бетаины
Одним из наиболее широких классов цвитер-ионных соединений являются бетаины — соединения, в которых содержатся положительно заряженная ониевая группа и анионная группировка, разделенные одним или несколькими атомами, среди которых есть как природные соединения, содержащие четвертичную аммонийную группу (N,N,N-триметиламиноглицинат — бетаин, тригонеллин — бетаин N-метилникотиновой кислоты и др.), так и фосфониевые и сульфониевые бетаины.
Особым классом бетаинов являются гетероциклические мезоионные соединения — сидноны и мюнхоны, в которых заряды делокализованы таким образом, что в наборе мезомерных структур присутствуют как структуры с зарядами на соседних так и на несоседствующих атомах:

Сидноны

Мюнхоны

### Илиды
К цвиттер-ионным соединениям также относят илиды — 1,2-диполярные соединения, в которых отрицательный заряд локализован на атоме углерода, а положительный — на соседнем гетероатоме, обычно атоме азота (илиды аммониевых солей), фосфора либо серы (илиды фосфония и сульфония). Илиды аммония имеют полностью цвиттер-ионный характер с одинарной связью между атомами с различными зарядами, в случае илидов фосфония и сульфония вследствие участия d-орбиталей гетероатома связь принимает частично двойной характер и структура таких илидов описывается резонансом между иленовой и илидной формами:

Аминокислота в нормальной форме (1) и в виде внутренней соли — цвиттер-иона (2)

### Амфолиты
Амфолиты — молекулы, в структуре которых присутствуют как кислотные, так и основные группы, существующие в виде цвиттер-ионов при определённых значениях pH. Этот pH обозначается как изоэлектрическая точка молекулы. Амфолиты образуют растворы с хорошими буферными свойствами. Благодаря способности к выборочной ионизации они противодействуют изменению pH при добавлении кислоты или основания. В присутствии кислот они принимают на себя протоны, удаляя последние из раствора, и противодействуют повышению его кислотности. При добавлении оснований амфолиты высвобождают ионы водорода в раствор, препятствуя возрастанию pH, и тем сохраняя его равновесие.

### Сложные ионы
В случае включения в молекулу большего, чем 2, числа функциональных групп, могут образовывать сложные молекулярные ионы и соли разнообразного состава, зависящего от кислотности раствора.

## Примеры
Типичными примерами цвиттер-ионов являются:
- Бетаин
- Большинство аминокислот при физиологическом рН являются цвиттер-ионными
- Таурин